# Bataille de Tieling
Transition des Ming aux Qing
Batailles
Unification des Jürchens - Fushun - Qinghe - Sarhu - Kaiyuan - Tieling - Xicheng - Shen-Liao - Zhenjiang - She-An - Guangning - Ningyuan - Corée (1627) - Ning-Jin - Jisi - Dalinghe - Wuqiao - Lüshun - Corée (1636) - Song-Jin - Révoltes paysannes - Pékin - Shanhai
La bataille de Tieling est un conflit militaire entre les Jürchens de la dynastie des Jin postérieurs et les Chinois de la dynastie Ming, qui a lieu durant l'été 1619.

## Situation avant la bataille
Le 7 mai 1618, Nurhaci, le Khan des Jin postérieurs entre ouvertement en rébellion contre la dynastie Ming, dont il était théoriquement le vassal, en proclamant ses Sept Grandes Causes d'irritation, qui sont autant de raisons de rejeter la tutelle Ming sur la Mandchourie
Ayant préparé sa révolte de longue date, Nurhaci enchaîne les victoires contre les troupes chinoises. Après avoir vaincu les Ming lors des batailles de Fushun, Qinghe, Sarhu et Kaiyuan, il a les mains libres pour attaquer la forteresse de Tieling, la ville natale du clan Li, le clan impérial de la Dynastie Ming.

## Déroulement des combats
Lors de la bataille de Kaiyuan, des petits contingents de soldats de la garnison de Tieling ont été envoyés à deux reprises au secours de la forteresse assiégée, en vain. En effet, à chaque fois, les soldats de Tieling ont été repoussés après avoir subi de lourdes pertes.
Les Ming avaient fait le nécessaire pour protéger la ville, en la dotant de fortification et de canons, mais la série de victoires des Jin postérieurs et les défaites infligées aux deux détachements envoyés aider Kaiyuan avaient miné le moral des défenseurs. Pendant les combats, beaucoup de soldats chinois ont fait défection au profit des Jin, et les derniers défenseurs restants n'ont pas pu recharger leurs canons avant que les murs soient pris. Li Ruzhen, l'un des derniers descendants des Li de Tieling, a fui pendant la bataille.

## Conséquences
En s'emparant de cette ville, Nurhaci remporte une grande victoire, aussi bien militaire que psychologique, contre les Ming.